# Márki Hugó
Márki Hugó, Márky, szül. Meisels (Munkács, 1878. július 12. – Budapest, 1949. január 8.) jogász, közgazdasági író, egyetemi tanár.

## Életútja
Meisels Ignác (1851–1929) és Krón Gizella fiaként született. Jogi doktori oklevelét a budapesti egyetemen szerezte. 1917-ben a kassai jogakadémián rendes tanár, majd a debreceni tudományegyetem magántanár lett. 1923-ban nyugdíjazta a vallás- és közoktatásügyi minisztérium. Ezután Budapest felszabadulásáig ügyvédi gyakorlatot folytatott a fővárosban. 1945. április 1-től a József Nádor Műszaki Egyetem Külgazdasági Karának, majd a Közgazdaságtudományi Egyetemnek oktatója volt. Halálát tüdőgümőkór, szívizomelfajulás okozta. 

## Magánélete
Felesége Poll Katalin volt, Poll Imre és Abeles Jozefa lánya, akit 1918. október 1-jén vett nőül.

## Fontosabb művei
- Le Play módszere (Budapest, 1905)
- Schwartner Márton és a statisztika állása a XVIII. és XIX. sz. fordulóján (Budapest, 1905)
- A szabad tanítás történeti fejlődése (Budapest, 1908)
- A francia társadalomgazdasági iskola különös tekintettel Le Playre (Budapest, 1908)